# La Bernerie-en-Retz

Localització de La Bernerie-en-Retz

La Bernerie-en-Retz (en bretó Kerverner-Raez, en gal·ló La Bernèri-en-Rais) és un municipi francès, situat a la regió de país del Loira, al departament de Loira Atlàntic, que històricament ha format part de la Bretanya. L'any 2006 tenia 2.499 habitants. Limita amb els municipis de Pornic i Les Moutiers-en-Retz.

## Demografia
| 1866                                       | 1921 | 1936 | 1954 | 1962 | 1968 | 1975 | 1982 | 1990 | 1999 | 2006 |
| ------------------------------------------ | ---- | ---- | ---- | ---- | ---- | ---- | ---- | ---- | ---- | ---- |
| 1020                                       | 1348 | 1607 | 1739 | 1593 | 1683 | 1735 | 1799 | 1828 | 2139 | 2499 |
| Des de 1962: població sense dobles comptes |      |      |      |      |      |      |      |      |      |      |

## Administració
| Període | Identitat      | Partit |
| ------- | -------------- | ------ |
| 2008-   | Thierry Dupoué |        |